# Margaret Coit
Margaret Louise Coit, verheiratete Elwell, (* 30. Mai 1919 in Norwich, Connecticut; † 15. März 2003 in Amesbury, Massachusetts) war eine US-amerikanische Journalistin, Historikerin und Autorin von Geschichtsbüchern für Erwachsene und Kinder. Sie gewann 1951 den Pulitzer-Preis für Biographie für ihre 1950 erschienene Biographie über John C. Calhoun mit dem Titel John C. Calhoun, American Portrait.

## Leben
Coit wurde in Connecticut als Tochter von Grace Louise Coit (geb. Trow), der Direktorin einer privaten Schule, und Archa Willoughby Coit, einem Börsenmakler, geboren. Zwei Jahre später wurde Margarets Schwester Grace mit dem Down-Syndrom geboren; die Betreuung von Grace sollte einen Großteil von Coits Erwachsenenleben in Anspruch nehmen.
Zu Beginn der Great Depression zog Coits Familie nach Greensboro, North Carolina, wo Coit die Curry School besuchte, eine Ausbildungsschule auf dem Gelände des Woman's College (heute die University of North Carolina at Greensboro). Coit schloss die Curry School 1937 ab und studierte anschließend Geschichte und Englisch am Woman's College, wo sie das College-Magazin herausgab, für die Schülerzeitung schrieb und bei Professorinnen wie Caroline Tate und Mildred Gould studierte.
In der Zwischenzeit waren Coits Eltern nach West Newbury, Massachusetts, gezogen, und nach ihrem Abschluss 1941 zog sie ebenfalls in den Norden, um als Reporterin für die Zeitungen der umliegenden Städte – Lawrence Daily Eagle, Newburyport Daily News und Haverhill Gazette – zu arbeiten.
In den nächsten neun Jahren recherchierte Coit ausgiebig über den Politiker, Senator und Vizepräsidenten John C. Calhoun aus South Carolina, für den sie sich schon während ihrer Highschool-Zeit in North Carolina interessiert hatte. Coit verehrte Calhoun, wie viele Menschen im Süden zu dieser Zeit. In ihren Augen war sein Leben ein heroisches. Calhoun war „a symbol of the lost cause of defending slavery“.  Die Studien mündeten in das Pulitzer-Preis-gekrönte Werk über Calhoun.
In Folge der Anerkennung der Kritik für John C. Calhoun, American Portrait wurde Coit an der Writers' Conference der University of New Hampshire angestellt, wo sie Lloyd Haberly kennenlernte, Dichter und neuer Dekan der Fairleigh Dickinson University. Haberly lud Coit ein, an der Zweigstelle der Universität in Rutherford zu unterrichten, wo sie 1950 als Gastautorin in der englischen Abteilung begann und dann Professorin für Sozialwissenschaften wurde. Im Laufe des nächsten Jahrzehnts unterrichtete Coit auch an der University of Colorado Boulder und bei den Bread Loaf Writers' Conferences. Sie schrieb Artikel und Rezensionen für verschiedene nationale Publikationen wie Look, Saturday Review, The Nation und American Heritage. 1959 verlieh das Woman's College Coit die Ehrendoktorwürde.
Coits Behandlung von Calhoun erregte auch die Aufmerksamkeit von Bernard Baruch, der sie bat, als Nächstes seine Biographie zu schreiben. Coit verbrachte sieben Jahre damit, eng mit Baruch zusammenzuarbeiten, seine persönlichen Papiere zu durchforsten und seine Mitarbeiter zu interviewen, darunter führende politische Persönlichkeiten der damaligen Zeit. Leider war Baruch mit dem Endprodukt nicht einverstanden und zog die Erlaubnis zurück, aus seinen persönlichen Papieren und Freunden zu zitieren. Die Anwälte von Houghton Mifflin gaben jedoch grünes Licht, und Mr. Baruch wurde 1957 veröffentlicht. Es wurde 1958 vom National Council of Women als „Buch des Monats“ ausgewählt. Obwohl Baruch später wieder auf Coit zuging, um Frieden zu schließen, veranlasste diese negative Erfahrung Coit dazu, sich keinen Biographien von lebenden Personen mehr zuzuwenden; sie lehnte sogar eine Einladung ab, die Lebensgeschichte von Eleanor Roosevelt zu schreiben, die sie sehr bewunderte.
In einem Interview mit Charles T. Morrissey vom Juni 1966 beschrieb Coit, wie sie während ihrer ersten Reise im Frühjahr 1953 nach New York, um Senatoren für ihre Biografie über Bernard Baruch zu interviewen, im Alter von 34 Jahren den damaligen Senator John F. Kennedy traf, einen Monat vor seiner Verlobung mit Jacqueline Bouvier. Kennedy war zu dem Zeitpunkt der begehrteste Junggeselle Amerikas und so war Coit interessiert, ihn zu treffen. Das Treffen lief aber nicht gut, sie war nicht beeindruckt und er bedrängte sie aggressiv, bis sie schließlich entkam.
In den 1960er Jahren hatte Coit Erfolg mit historischen Sachbüchern für Kinder. Im Jahr 1961 veröffentlichte sie Fight for Union und sie ließ 1965 Andrew Jackson und 1967 Massachusetts folgen. Sie beschränkte sich jedoch nicht auf den Jugendmarkt und schrieb 1963 zwei Bände mit dem Titel The Growing Years: 1789-1829 und The Sweep Westward zu einer Time-Life-Serie über die Geschichte der Vereinigten Staaten. Während dieser Zeit reiste Coit auch zum ersten Mal nach Übersee. Im Sommer 1964 segelte sie nach Großbritannien, um dort Vorträge über die amerikanische politische Szene zu halten. 1970 war Coit Herausgeberin von Calhoun: Great Lives Observed.
1978 heiratete Coit den Landwirt und Politiker Albert Elwell, den sie 1954 bei einer Stadtversammlung in West Newbury kennengelernt hatte, und zog auf die Strawberry Hill Farm, wo sie in der Landwirtschaft half. Obwohl fast 80 Jahre alt, blieb Elwell in der lokalen Politik aktiv, und Coit (jetzt Margaret Coit Elwell) diente als Moderatorin bei Stadtversammlungen.
Obwohl Coit in den 1980er Jahren keine Bücher veröffentlichte, recherchierte und schrieb sie kontinuierlich über Themen, die sie interessierten. Sie arbeitete an einem Buch für Erwachsene über Andrew Jackson und verbrachte Jahre damit, ein Buch mit dem Titel The South Joins the Union zu entwickeln; obwohl es nie fertiggestellt wurde, unterrichtete sie 1981 einen Kurs mit demselben Namen. 1984 wurde Coit mit dem Rutherford Campus Faculty Award ausgezeichnet, um ihre langjährige Lehrtätigkeit an der Fairleigh Dickinson University zu würdigen. Bald darauf ging sie in den Ruhestand, um eine Arbeit näher an der Heimat zu finden, und von 1985 bis 1987 unterrichtete sie einen Kurs über die amerikanische Präsidentschaft am Bunker Hill Community College in Charlestown.
Margaret Coit Elwell starb im Jahr 2003 in Amesbury, Massachusetts. Ihr Nachlass wird an der University of North Carolina at Greensboro aufbewahrt.

## Werke
- John C. Calhoun, American Portrait. Houghton Mifflin, Boston, MA 1950, ISBN 0-87797-185-4 (archive.org).
- Mr. Baruch. Houghton Mifflin, Boston, MA 1957, ISBN 978-1-111-40259-4.
- Growing Years, the 1789-1829 (= Edition Time Life. Band 3). Time Inc., New York City 1963.
- Sweep Westward (= Edition Time Life. Band 4). Time Inc., New York City 1963.
- Margaret L. Coit (Hrsg.): Great Lives Observed: John C. Calhoun. Prentice-Hall, Englewood Cliffs, NJ 1970, ISBN 0-13-112409-9 (archive.org).

Aufsätze (Auswahl)
- Moses Waddel: A Light in the Wilderness. In: The Georgia Review. Band V. University of Georgia Press, Athens, GA 1951, S. 34 ff.
- Dearest Friend. In: American Heritage. Band 19, Nr. 6, 1968 (americanheritage.com).
- The Continuing Relevance of John C. Calhoun. In: Continuity: Special Issue – Recovering Southern History. Special Issue, 1984.

Kinderbücher
- The Fight for Union. Houghton Mifflin, Boston, MA 1961.
- Andrew Jackson. Houghton Mifflin, Boston, MA 1965, ISBN 978-0-395-06698-0.
- Massachusetts. Coward-McCann and Geoghegan, New York City 1967.